# Arkadiusz Miszka

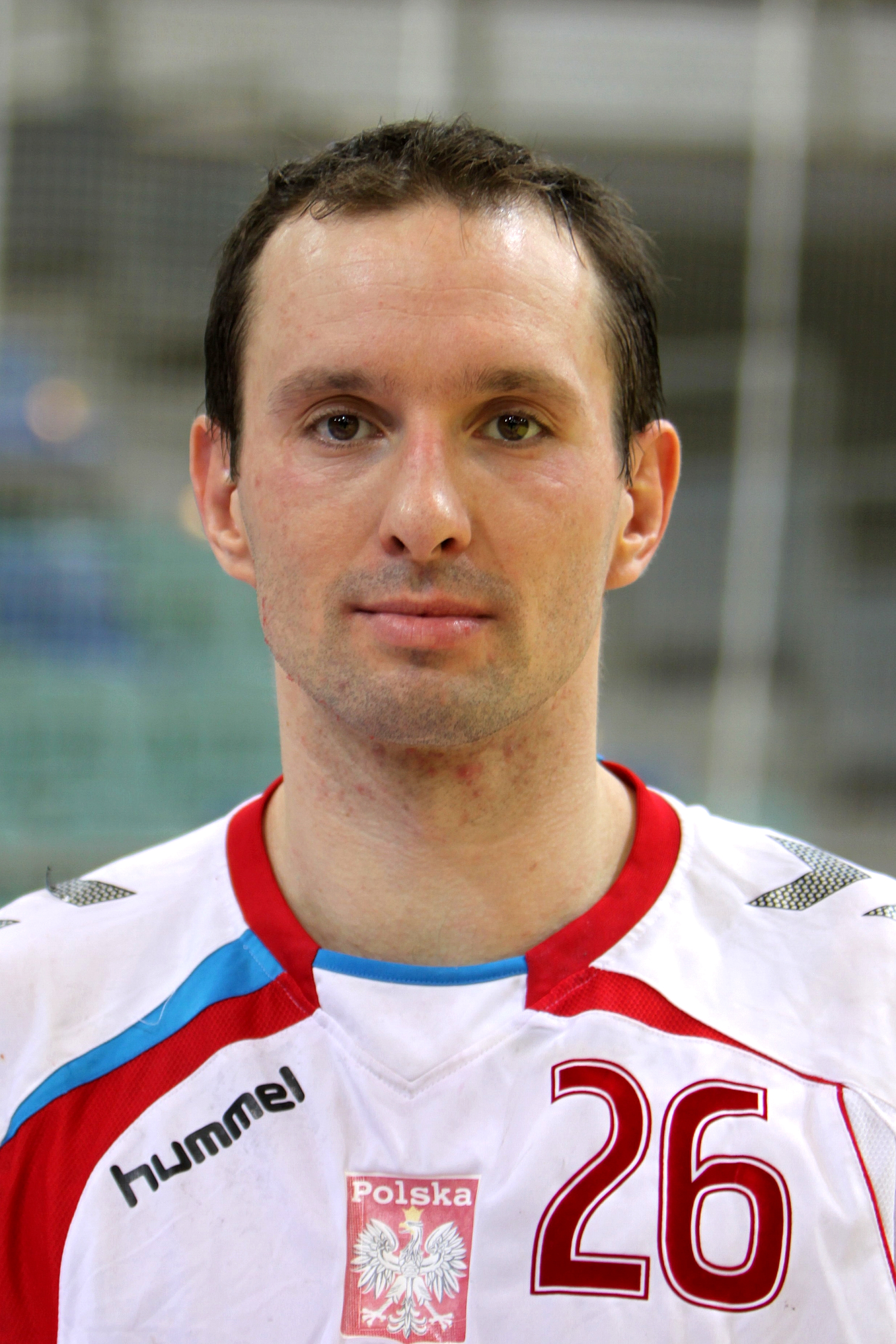
Arkadiusz Miszka (2010)

Arkadiusz Miszka (* 3. Juli 1980) ist ein polnischer Handballspieler.
Der 1,85 Meter große und 90 Kilogramm schwere rechte Außenspieler stand bis zum Sommer 2012 bei Wisła Płock unter Vertrag. Mit diesem Verein spielte er im EHF-Pokal (2009/2010). Mit Wisła Płock gewann er 2011 die Meisterschaft. Im Sommer 2012 kehrte Miszka zu MKS Piotrkowianin Piotrków Trybunalski zurück, für den er schon einmal aktiv war.
Arkadiusz Miszka stand im Aufgebot der polnischen Nationalmannschaft, so für die Europameisterschaft 2010.